# Anax amazili
Espèce
Synonymes
- Aeschna amazili Burmeister, 1839[1]
- Anax maculatus Rambur, 1842[1]

Statut de conservation UICN

 LC  : Préoccupation mineure
Anax amazili est une espèce de libellules de la famille des Aeshnidae (sous-ordre des Anisoptères, ordre des Odonates).

## Description
Anax amazili a une longueur de 70-75 mm. Son front est vert avec une marque noire en forme de « T » sur le dessus. Son thorax est également vert et son abdomen est majoritairement noir avec de petits motifs vert pâle à blanchâtre. Ses ailes sont transparentes. Le mâle et la femelle sont similaires.

## Répartition et habitat
Anax amazili se rencontre dans le Sud des États-Unis, au Mexique, du Guatemala jusqu'au Panama et en Amérique du Sud.
Cette libellule affectionne les lacs et étangs forestiers.